# Marie-Paule Quix
 (mai 2018).
Marie-Paule Quix, née le 14 juillet 1956, est une femme politique belge bruxelloise, membre de Spirit jusqu'au 19 janvier 2009, où elle passe au Sp.a. Elle est l'épouse de Vic Anciaux.
Elle est licenciée en philologie germanique et enseignante dans l'enseignement supérieur.

## Fonctions politiques
- Membre du Parlement de la Région de Bruxelles-Capitale depuis le 29 juin 2004 au 7 juin 2009
  - Présidente du groupe SP.a-Spirit